# Fray Dólar
Fray Dólar es una película de comedia hispano-puertorriqueña de 1970, escrita y dirigida por Raúl Peña con argumento de Roberto Gómez Bolaños "Chespirito" y protagonizada por Victor Alcázar, José Escudero, Marisa Paredes, Velda González y Manuel Zarzo.

## Argumento
La sucursal que un importante banco tiene en un pueblo se halla en situación de quiebra. Para tratar de ganarse la confianza de los habitantes del lugar, los administradores del banco nombran gerente al sacerdote de la localidad. Mientras tanto, una banda de ladrones planea una estafa, pedirán un crédito al banco para la construcción de una escuela, para acto seguido fugarse con el dinero.

## Reparto
- Victor Alcázar
- Ricardo Bauleo
- José Escudero
- Velda González
- Tito Hernández
- Marisa Paredes
- Raúl Peña
- Charlie Robles
- Victor Santos
- Manuel Zarzo